# Mirko Hrgović
Mirko Hrgović (Sinj, 5 februari 1979) is een Bosnisch-Kroatisch betaald voetballer.

## Voetbalelftal van Bosnië en Herzegovina
Mirko Hrgović debuteerde in 2003 voor het voetbalelftal van Bosnië en Herzegovina en speelde 29 interlands, waarin hij 3 keer scoorde.